# Roman Jakobson
Roman Jakobson, nascut Roman Óssipovitx Iakobson, rus: Рома́н О́сипович Якобсо́н, (Moscou, 1896 - Boston, 1982) fou un lingüista estatunidenc d'origen rus, personatge fonamental del formalisme rus, precursor de l'estructuralisme alhora que també n'és difusor.
Pioner de la lingüística estructural, Jakobson va ser un dels lingüistes més famosos i influents del segle xx. Amb Nikolai Trubetskoi, va desenvolupar noves tècniques revolucionàries per a l'anàlisi dels sistemes sonors lingüístics, fundant de fet la moderna disciplina de la fonologia. Jakobson va estendre principis i tècniques similars a l'estudi d'altres aspectes del llenguatge com ara la sintaxi, la morfologia i la semàntica. Va fer nombroses contribucions a la lingüística eslava, sobretot dos estudis sobre el cas rus i una anàlisi de les categories del verb rus. A partir de les idees de la semiòtica de CS Peirce, així com de la teoria de la comunicació i la cibernètica, va proposar mètodes per a la investigació de la poesia, la música, les arts visuals i el cinema.
Gràcies a la seva influència decisiva sobre Claude Lévi-Strauss i Roland Barthes, entre d'altres, Jakobson es va convertir en una figura fonamental en l'adaptació de l'anàlisi estructural a disciplines més enllà de la lingüística, incloent la filosofia, l'antropologia i la teoria literària; el seu desenvolupament de l'enfocament iniciat per Ferdinand de Saussure, conegut com «estructuralisme», esdevé un moviment intel·lectual important de la postguerra a Europa i als Estats Units. Mentrestant, tot i que la influència de l'estructuralisme va disminuir durant la dècada del 1970, l'obra de Jakobson ha continuat rebent atenció en l'antropologia lingüística, especialment a través de l'etnografia de la comunicació desenvolupada per Dell Hymes i la semiòtica de la cultura desenvolupada per l'antic alumne de Jakobson Michael Silverstein. El concepte de Jakobson dels universals lingüístics subjacents, particularment la seva celebrada teoria dels trets distintius, va influir decisivament en el pensament primerenc de Noam Chomsky, que es va convertir en la figura dominant de la lingüística teòrica durant la segona meitat del segle xx.

## Biografia
Jakobson va néixer a Moscou l’11 d'octubre [C.J. 29 Setembre] de 1896 a pares benestants d'ascendència jueva, l'industrial Osip Jakobson i la química Anna Volpert Jakobson, i va desenvolupar una fascinació per la llengua des de molt jove. Va estudiar a l’Institut Lazarev de Llengües Orientals i després a la Facultat Històrica-Filològica de la Universitat de Moscou. Com a estudiant va ser una figura destacada del Cercle Lingüístic de Moscou i va participar en el món actiu de l'art i la poesia d'avantguarda de Moscou; estava especialment interessat en el futurisme rus, l’encarnació russa del futurisme italià. Sota el pseudònim "Aliagrov", va publicar llibres de poesia zaum i es va fer amistat amb els futuristes Vladímir Maiakovski, Kazimir Malèvitx, Aleksei Krutxónikh i altres. Va ser la poesia dels seus contemporanis la que el va inspirar en part per fer-se lingüista.

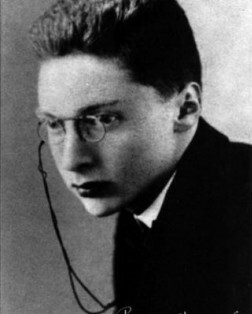
Yakobson abans de 1917

La lingüística de l'època era aclaparadorament neogramàtica i insistia que l'únic estudi científic de la llengua era estudiar la història i el desenvolupament de les paraules a través del temps (l'enfocament diacrònic, en termes de Saussure). Jakobson, d'altra banda, havia entrat en contacte amb l'obra de Ferdinand de Saussure, i va desenvolupar un enfocament centrat en la manera com l'estructura de la llengua complia la seva funció bàsica (enfocament sincrònic): comunicar informació entre parlants. Jakobson també era conegut per la seva crítica a l'aparició del so al cinema. Jakobson va rebre un màster a la Universitat de Moscou el 1918.

### A Txecoslovàquia
Tot i que inicialment va ser un partidari entusiasta de la revolució bolxevic, Jakobson aviat es va desil·lusionar, ja que les seves primeres esperances d'una explosió de creativitat en les arts van ser víctimes d'un creixent conservadorisme i hostilitat estatals. Va marxar de Moscou cap a Praga el 1920, on va treballar com a membre de la missió diplomàtica soviètica mentre continuava els seus estudis de doctorat. Viure a Txecoslovàquia significava que Jakobson estava físicament a prop del lingüista que seria el seu col·laborador més important durant les dècades de 1920 i 1930, el príncep Nikolai Trubetzkoy, que va fugir de Rússia en el moment de la Revolució i va ocupar una càtedra a Viena el 1922. El 1926 el professor d'anglès de la Universitat Charles, Vilém Mathesius, va establir l'escola de teoria lingüística de Praga, amb Jakobson com a membre fundador i una força intel·lectual principal (altres membres incloïen Nikolai Trubetskoi, René Wellek i Jan Mukařovský). Jakobson es va submergir en la vida acadèmica i cultural de la Txecoslovàquia abans de la Segona Guerra Mundial i va establir relacions estretes amb una sèrie de poetes i personatges literaris txecs. Jakobson va rebre el seu doctorat. de la Universitat Charles el 1930. Es va convertir en professor a la Universitat Masaryk de Brno el 1933. També va impressionar els acadèmics txecs amb els seus estudis de vers txec.
Roman Jakobson va proposar l’Atles Linguarum Europae a finals de la dècada del 1930, però la Segona Guerra Mundial va interrompre aquest pla i va quedar adormit fins que va ser reviscut per Mario Alinei el 1965.

### Fugida abans de la guerra
Jakobson va escapar de Praga a principis de març de 1939 via Berlín cap a Dinamarca, on es va relacionar amb el cercle lingüístic de Copenhaguen, i amb intel·lectuals com Louis Hjelmslev. Va fugir a Noruega l'1 de setembre de 1939, i el 1940 va travessar la frontera a peu fins a Suècia, on va continuar la seva feina a l’Hospital Karolinska (amb treballs sobre afàsia i competència lingüística). Quan els col·legues suecs temien una possible ocupació alemanya, va aconseguir marxar en un vaixell de càrrega, juntament amb Ernst Cassirer (l'antic rector de la Universitat d'Hamburg) a la ciutat de Nova York el 1941 per formar part de la comunitat més àmplia d'emigrats intel·lectuals que va fugir allà.
Va ensenyar a les universitats de Columbia i Harvard. Els seus articles, que representen gran part del total de la seva obra, aparegueren recopilats en Pàgines selectes (1962 - 1970). Literàriament, durant la seva època d'estudiant, va escriure poesia avantguardista.

### Carrera als Estats Units i posteriors

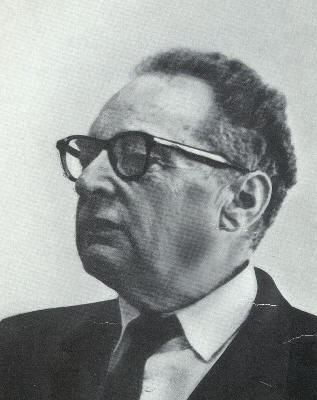
Roman Jakobson

A Nova York, va començar a ensenyar a The New School, encara estretament relacionat amb la comunitat emigrada txeca durant aquest període. A l’École libre des hautes études, una mena d'universitat francòfona a l'exili, va conèixer i col·laborar amb Claude Lévi-Strauss, que també es convertiria en un exponent clau de l'estructuralisme. També va conèixer molts lingüistes i antropòlegs nord-americans, com Franz Boas, Benjamin Whorf i Leonard Bloomfield. Quan les autoritats americanes es van plantejar "repatriar-lo" a Europa, va ser Franz Boas qui li va salvar la vida. Després de la guerra, esdevingué consultor de l'Associació Internacional de Llengües Auxiliars, que presentaria Interlingua el 1951.
El 1949 Jakobson es va traslladar a la Universitat Harvard, on va romandre fins a la seva jubilació el 1967. La seva teoria estructuralista universalitzadora de la fonologia, basada en una jerarquia de marcatisme de trets distintius, va aconseguir la seva exposició canònica en un llibre publicat als Estats Units l'any 1951, de l'autor conjunt de Roman Jakobson, C. Gunnar Fant i Morris Halle. El mateix any, la teoria de Jakobson dels "trets distintius" va causar una profunda impressió en el pensament del jove Noam Chomsky, influint d'aquesta manera també en la lingüística generativa. Va ser elegit membre estranger de la Reial Acadèmia d'Arts i Ciències dels Països Baixos el 1960.
En la seva darrera dècada, Jakobson va mantenir un despatx a l'Institut Tecnològic de Massachusetts, on va ser professor honorari emèrit. A principis de la dècada del 1960, Jakobson va canviar el seu èmfasi cap a una visió més completa del llenguatge i va començar a escriure sobre les ciències de la comunicació en el seu conjunt. Es va convertir al cristianisme ortodox oriental el 1975.
Jakobson va morir a Cambridge, Massachusetts, el 18 de juliol de 1982. La seva vídua va morir el 1986. La seva primera dona, que va néixer l'any 1908, va morir l'any 2000.

## Aportacions intel·lectuals
Segons les reminiscències personals del propi Jakobson, l'etapa més decisiva en el desenvolupament del seu pensament va ser el període d'anticipació revolucionària i trastorns a Rússia entre 1912 i 1920, quan, de jove estudiant, va caure sota l'encís del cèlebre orfebre futurista rus i pensador lingüístic Velimir Khlébnikov.
Oferint una imatge lleugerament diferent, el prefaci de la segona edició de The Sound Shape of Language argumenta que aquest llibre representa la quarta etapa de la recerca de Jakobson per descobrir la funció i l'estructura del so en el llenguatge. La primera etapa va ser aproximadament entre els anys 1920 i 1930 on va col·laborar amb Nikolai Trubetskoi, en el qual van desenvolupar el concepte de fonema i van dilucidar l'estructura dels sistemes fonològics. La segona etapa, aproximadament des de finals dels anys trenta fins als anys quaranta, durant la qual va desenvolupar la noció que els trets distintius binaris eren l'element fonamental del llenguatge, i que aquesta distinció és mera alteritat o diferenciació. En la tercera etapa de l'obra de Jakobson, des dels anys 50 fins als 60, va treballar amb l'acústic C. Gunnar Fant i Morris Halle (estudiant de Jakobson) per considerar els aspectes acústics dels trets distintius.

### Les funcions de comunicació
Influenciat pel model Organon de Karl Bühler, Jakobson distingeix sis funcions de comunicació, cadascuna associada a una dimensió o factor del procés de comunicació – [Els elements de la teoria de Bühler apareixen al diagrama següent en groc i rosa, les elaboracions de Jakobson en blau]:
- Funcions

1. referencial (: informació contextual)

1. estètica/poètica (: autorreflexió)

1. emotiu (: autoexpressió)

1. conatiu (: adreçament vocatiu o imperatiu del receptor)

1. fàtic (: comprovació del funcionament del canal)

1. metalingual (: comprovació del funcionament del codi)[15]

Una de les sis funcions és sempre la funció dominant en un text i normalment està relacionada amb el tipus de text. En poesia, la funció dominant és la funció poètica: el focus està en el missatge mateix. El veritable segell de la poesia és, segons Jakobson, la projecció del principi d'equivalència des de l'eix de selecció a l'eix de combinació. A grans trets, implica que la poesia combina i integra amb èxit forma i funció, que la poesia converteix la poesia de la gramàtica en la gramàtica de la poesia, per dir-ho d'alguna manera. La teoria de les funcions comunicatives de Jakobson es va publicar per primera vegada a Closing Statements: Linguistics and Poetics (a Thomas A. Sebeok, Style In Language, Cambridge Massachusetts, MIT Press, 1960, pàgines  350–377). Malgrat la seva àmplia adopció, el model de sis funcions ha estat criticat per mancar d'interès específic per la funció de joc del llenguatge que, segons una revisió inicial de Georges Mounin, no està prou estudiada en general pels investigadors lingüístics.

## Les funcions del llenguatge
Jakobson, influït pel model orgànic de Karl Bühler, va distingir sis funcions del llenguatge que es corresponen amb els sis elements de la comunicació de la seva versió:
- emotiva (centrada en l'emissor)
- conativa (centrada en el receptor)
- fàtica o de contacte (centrada en el canal)
- estètica o poètica (centrada en el missatge)
- referencial (centrada en la situació o context)
- metalingüística (centrada en el codi)

A més a més, la teoria de Jakobson considera que en un missatge hi pot haver a la vegada més d'una funció, però sempre hi haurà una de principal: la funció dominant.

## Trets gramaticals
Va proposar classificar les llengües no pel seu origen (com fa la lingüística comparativa clàssica) sinó per la presència o absència de determinats trets gramaticals, com per exemple la posició del verb en la frase, la formació de paraules afegint morfemes al mot inicial o l'existència de casos.
Aquesta tipologia va ajudar a formular uns quants universals lingüístics del generativisme. També va influir en el concepte de "marcació", que distingeix el grau de naturalitat d'una estructura determinada en una llengua. Així, la passiva és menys natural en català que en anglès.

## Fonologia
Va ser el pare dels trets distintius en fonologia, aquells trets que oposen per parelles els diferents segments fònics (agrupant-se en +/- segons tinguessin o no aquell tret). Molts d'aquests van servir de base a la classificació de fonemes de l'AFI. Aquests trets són:
- +/- consonant: els sons són + consonàntics quan hi ha una interrupció del pas de l'aire i - consonàntics quan són vocals, diftongs o un entremig.
- +/- sonorant: un so és sonorant si pot ser pronunciat de forma contínua (per això una [s] ho és però una [p] no).
- +/- sil·làbic: si pot ser nucli de la síl·laba en aquell idioma o no.
- +/- sonor: segons si hi ha o no vibració de les cordes vocals. La sonoritat és un dels tres paràmetres més grans considerats en el quadre de fonemes de l'AFI (els altres són el mode d'articulació i el punt d'articulació).
- +/- glotal: segons el paper de la glotis en l'articulació.
- +/- nasal: segons si l'aire s'escapa alhora pel nas i la boca, com en la [m] o no.
- +/- lateral: segons s'escapi l'aire pels costats de la llengua, com passa en la [l] o no.
- +/- arrodonits: en els sons + arrodonits, els llavis formen un cercle o similar, com en la [o].

## Obres
- Jakobson R. Observacions sobre l'evolució fonològica del rus en comparació amb les altres llengües eslaves. MIT Press: Cambridge, MA i Londres, 2018).[17]
- Jakobson R., K charakteristike evrazijskogo jazykovogo sojuza. Praga, 1930.
- Jakobson R., Llenguatge infantil, afàsia i universals fonològics, 1941.
- Jakobson R., On Linguistic Aspects of Translation, assaig, 1959.
- Jakobson R., "Closing Statement: Linguistics and Poetics", a Style in Language (ed. Thomas Sebeok), 1960. Traduït al català per Joan Casas a Lingüística i poètica i altres assaigs, amb edició, selecció i pròleg a cura d’Àlex Broch, ISBN 9788429730289).[18]
- Jakobson R., Escrits seleccionats (ed. Stephen Rudy). La Haia, París, Mouton, en sis volums (1971–1985):
  - I. Estudis Fonològics, 1962;
  - II. Paraula i llengua, 1971;
  - III. La poesia de la gramàtica i la gramàtica de la poesia, 1980;
  - IV. Estudis èpics eslaus, 1966;
  - V. Sobre el vers, els seus mestres i explora, 1978;
  - VI. Primers camins i cruïlles eslaus, 1985;
  - VII. Contributions to Comparative Mythology, 1985;
  - VIII. Obres principals 1976–1980. Finalització Volum 1, 1988;
  - IX.1. Finalització, volum 2/Part 1, 2013;
  - IX.1. Finalització, volum 2/Part 2, 2014.
- Jakobson R., Questions de poetique, 1973.
- Jakobson R., Sis conferències de so i significat, 1978.
- Jakobson R., El marc del llenguatge, 1980.
- Jakobson R., Halle M., Fonaments del llenguatge, 1956.
- Jakobson R., Waugh L., La forma sonora del llenguatge, 1979.
- Jakobson R., Pomorska K., Diàlegs, 1983.
- Jakobson R., Verbal Art, Verbal Sign, Verbal Time (ed. Krystyna Pomorska i Stephen Rudy), 1985.
- Jakobson R., Language in Literature (ed. Krystyna Pomorska i Stephen Rudy), 1987.
- Jakobson R. "Shifters i categories verbals". On Language (ed. Linda R. Waugh i Monique Monville-Burston). 1990. 386–392.
- Jakobson R., La Génération qui a gaspillé ses poètes, Allia, 2001.

## Llegat
Les tres idees principals de Jakobson en lingüística juguen un paper important en aquest camp fins avui: la tipologia lingüística, el marcat i els universals lingüístics. Els tres conceptes estan estretament entrellaçats: la tipologia és la classificació de les llengües en termes de trets gramaticals compartits (en contraposició a l'origen compartit), el marcat és (molt aproximadament) un estudi de com determinades formes d'organització gramatical estan més optimitzades que d'altres, i els universals lingüístics és l'estudi de les característiques generals de les llengües del món. També va influir en l'anàlisi paradigmàtica de Nicolas Ruwet.
Jakobson també ha influït en el model de les quatre cares de Friedemann Schulz von Thun, així com en la metapragmàtica de Michael Silverstein, l'etnografia de comunicació i etnopoètica de Dell Hymes, la psicoanàlisi de Jacques Lacan i la filosofia de Giorgio Agamben.
El llegat de Jakobson entre els investigadors especialitzats en llengües eslaves, i especialment la lingüística eslava a Amèrica del Nord, ha estat enorme, per exemple, Olga Yokoyama.